# Skye

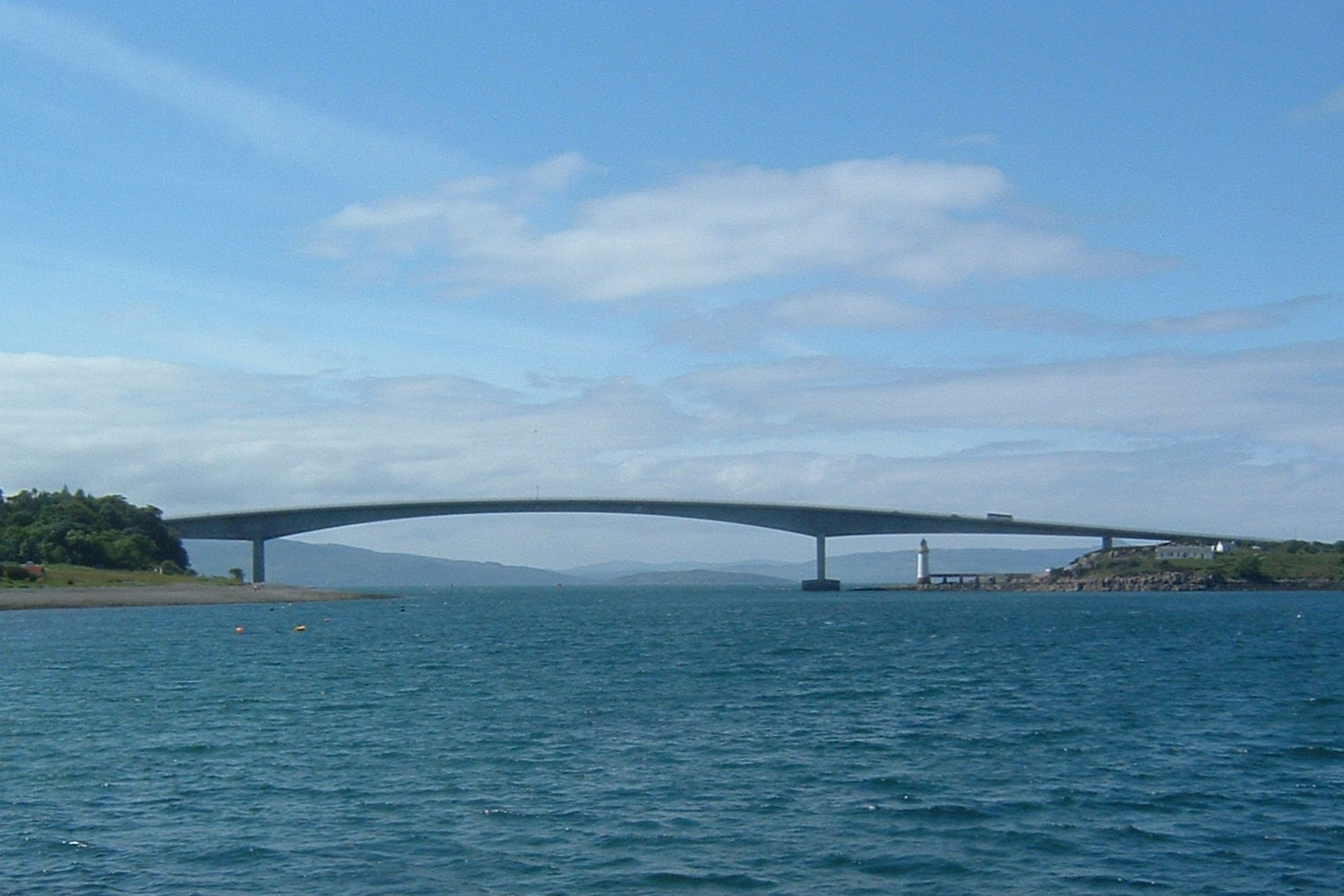
Die Skye Road Bridge verbindet die Insel (links) mit dem schottischen Festland.

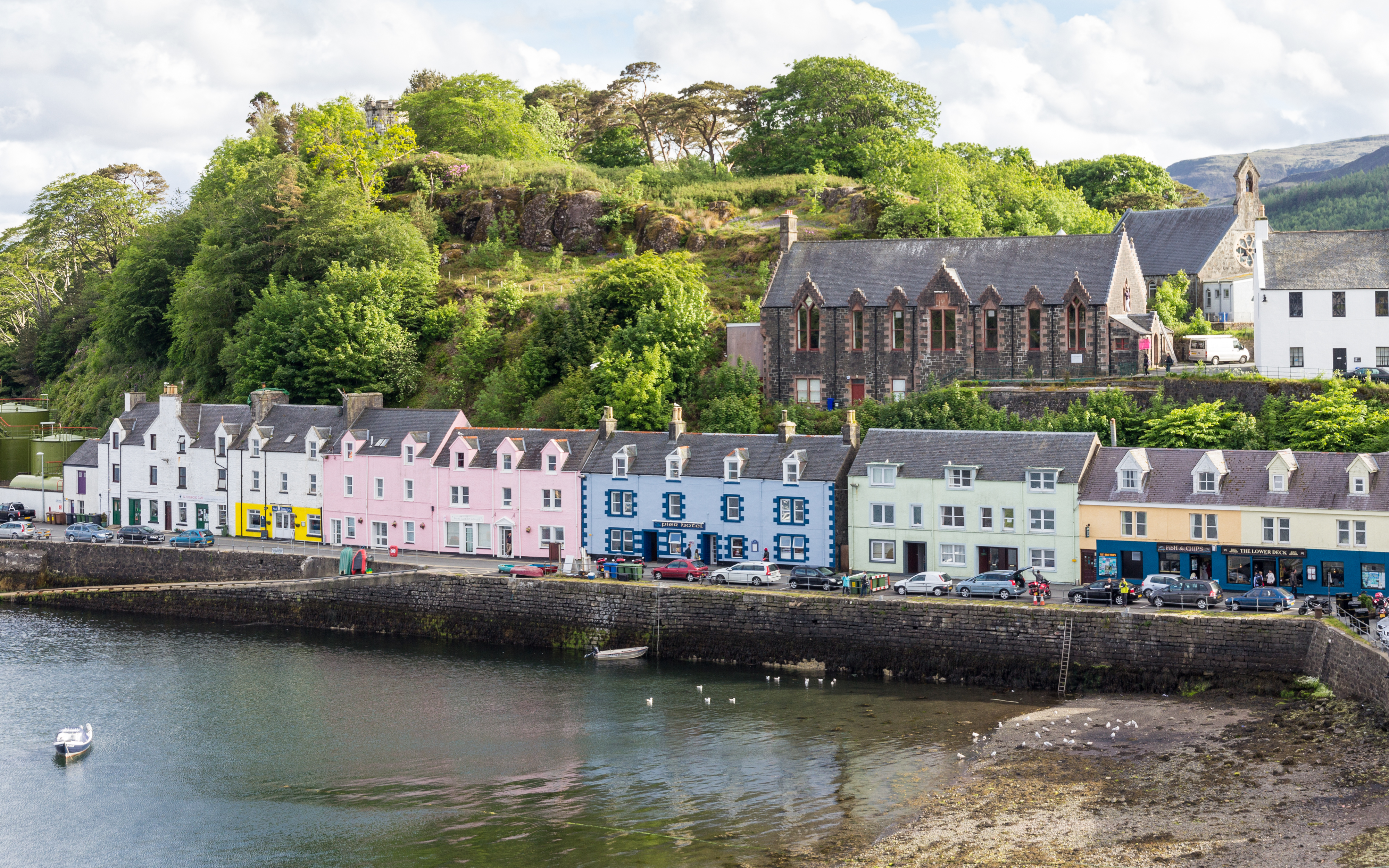
Portree

Skye [skaɪ̯] (englisch auch Isle of Skye, schottisch-gälisch An t-Eilean Sgitheanach, auch Eilean a’ Cheò, deutsch Insel des Nebels) ist die größte Insel der Inneren Hebriden. Sie liegt unmittelbar vor der Westküste des schottischen Festlands im Atlantik.

## Geographie
Skye hat eine Fläche von 1656 km², eine Nord-Süd-Ausdehnung von 80 Kilometern und eine Breite von 11 bis 40 Kilometern. Die Einwohnerzahl von Skye betrug 2011 10.008, von denen rund 30 Prozent schottisch-gälisch sprechen.
Vom schottischen Festland ist Skye durch den Sound of Sleat, Kyle Rhea und Kyle Akin (auch Loch Alsh) getrennt. Der Little Minch grenzt Skye zu den Äußeren Hebriden ab. Der Ostküste vorgelagert sind die Inseln Rona, Raasay, Scalpay und Pabay. Im Süden liegt, getrennt durch den Soay Sound, die Insel Soay. Der Küstenverlauf der Insel ist stark eingekerbt. So genannte Lochs und andere Buchten greifen so tief ins Hinterland, dass kein Punkt auf der Insel weiter als acht Kilometer vom Meer entfernt ist. Dadurch werden fünf größere Halbinseln herausgebildet: Sleat im Süden, Minginish im Südwesten, Duirinish im Nordwesten, Waternish oder Vaternish im Nordnordwesten und Trotternish im Norden. Die höchste Erhebung in einem gebirgigen Terrain ist der 993 Meter hohe Sgùrr Alasdair in den rauen Black Cuillins, zugleich der höchste Punkt der gesamten Hebriden.

### Verwaltungsgliederung
Hauptstadt der Insel ist Portree. Zu den weiteren Orten gehören Ardvasar, Armadale, Broadford, Dunvegan, Elgol, Isleornsay, Kyleakin, Skeabost, Staffin und Uig.
Die Insel gehört zur traditionellen Grafschaft Inverness-shire.
Der Skye und Lochalsh District ist eine der acht administrativen Einheiten des Highland Council. Auf der Insel selbst werden sieben Civil parishes (etwa Gemeindesprengel) ausgewiesen, die sich auch auf die vorgenannten Nebeninseln erstrecken:
Im allgemeinen Sprachgebrauch ist eher die geographische Einteilung anhand der traditionellen Halbinseln gebräuchlich, welche sich mit der Verwaltungsgliederung nur teilweise deckt.

### Sleat
Sleat (schottisch-gälisch: Sléibhte oder Slèite) ist eine Halbinsel im Süden von Skye. Sie ist durch den Sound of Sleat vom Festland getrennt. Der ursprüngliche schottisch-gälische Name bedeutet so viel wie „Ebene“, was aber nicht der topografischen Realität entspricht. Die Halbinsel, die auch als der „Garten Skyes“ bezeichnet wird, ist vor allem durch sanft gewellte, hügelige Landschaften geprägt. Nur im Vergleich zu den nördlich gelegenen Bergen der Black Cuillins erscheint Sleat relativ flach. Sleat ist eine Hochburg der schottisch-gälischen Sprache. Circa 40 Prozent der Einwohner sind dieser Sprache mächtig. Dementsprechend ist auf der Halbinsel das gälischsprachige College Sabhal Mòr Ostaig angesiedelt, das zur University of the Highlands and Islands gehört.
Auf Sleat befindet sich der einstige Clansitz der MacDonalds, das Armadale Castle, welches aber heute zum Großteil nur noch eine Ruine ist. Im Nachbargebäude der Ruine wird im Visitors Centre die Clan-Geschichte der Lords of the Isles dargestellt. Dazu gehört ein alter Park mit Baumarten, die man sonst in Nordamerika findet. Deren Wachstum wird vom milden Klima begünstigt, das vom Golfstrom beeinflusst wird.

### Duirinish

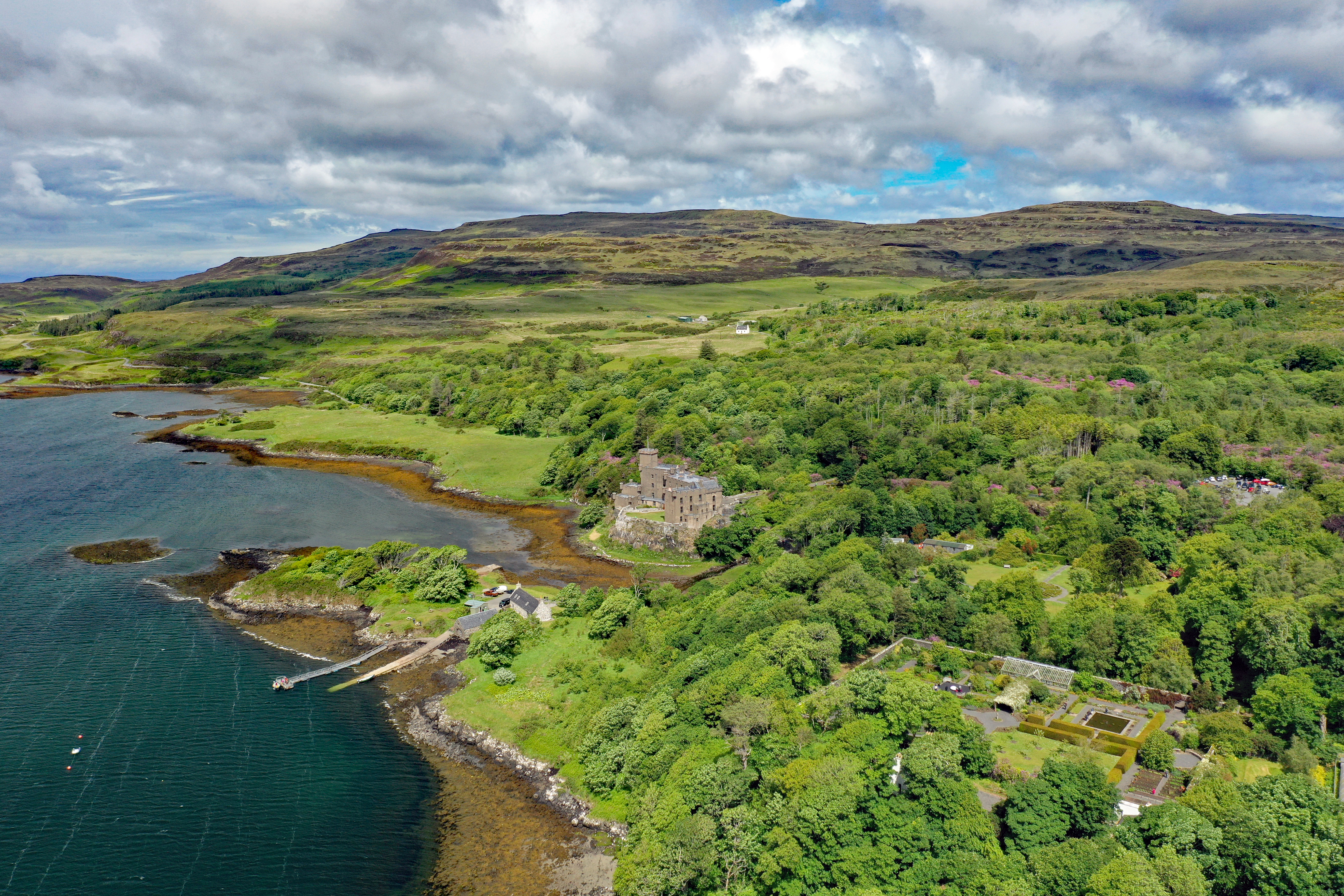
Dunvegan Castle

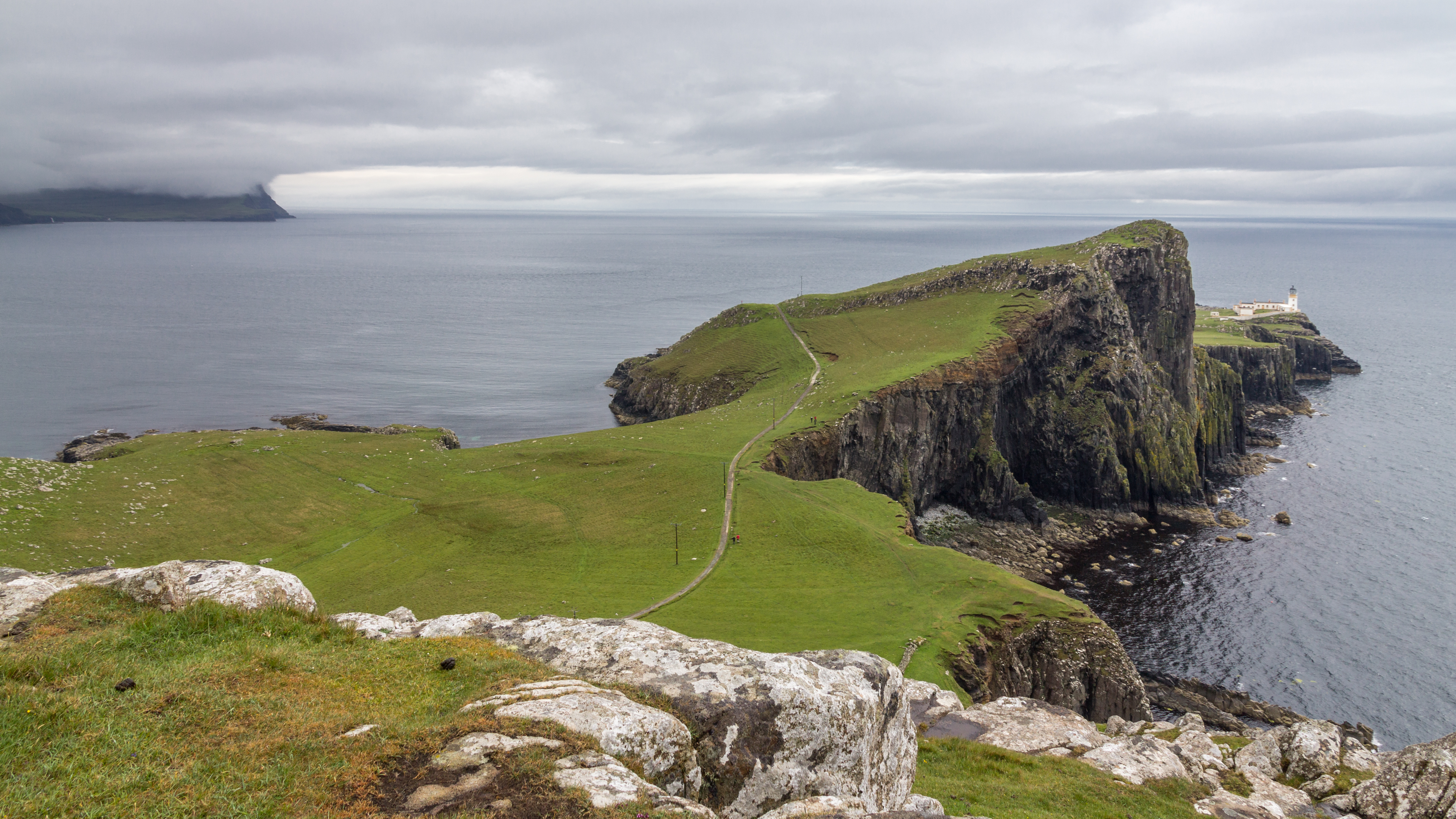
Neist Point (Lighthouse), der westlichste Punkt der Insel

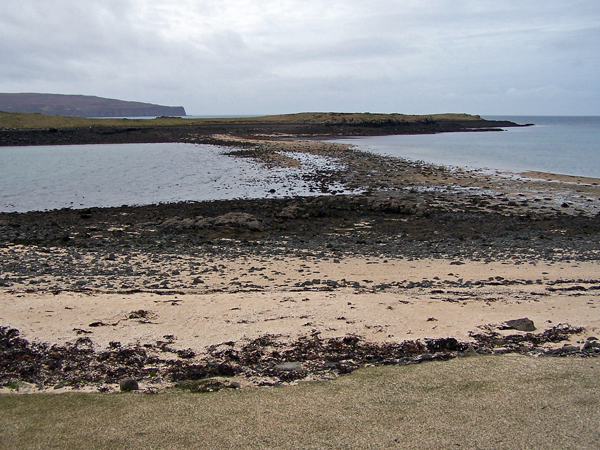
Damm zur kleinen Gezeiteninsel Lampay

Duirinish im Nordwesten der Insel besitzt mit Dunvegan den Hauptort des westlichen Küstenabschnitts. Von Dunvegan aus führen verschiedene einspurige Nebenstraßen weiter in die Küstenlandschaft um das Loch Dunvegan und über den Rücken der Halbinsel bis zur nordwestlichen Küste. Das traditionell vom Crofting geprägte Gebiet um Dunvegan und Glendale verzeichnet seit etwa 1990 einen besonders starken Zuzug von Festlandsbriten sowie einen damit einhergehenden Um- oder Neubau von Ferienhäusern. Hoch über Loch Dunvegan befindet sich Dunvegan Castle, seit über 800 Jahren Stammsitz der MacLeods. Es gilt als ältestes bewohntes Schloss des Vereinigten Königreichs in Privatbesitz. Unterhalb von Dunvegan Castle besteht die Möglichkeit zu einer Bootstour zu einigen Robbenfelsen. Oberhalb des gegenüberliegenden Ufers des Lochs liegt Borreraig, der angestammte Wohnort der MacCrimmons, der traditionellen Dudelsackspieler der MacLeods. Ihre Geschichte wird im Borreraig Park Museum erzählt, das darüber hinaus zahlreiche Ausstellungsgegenstände des traditionellen landwirtschaftlich geprägten und oftmals beschwerlichen Lebens enthält. Der gleichen Thematik widmet sich das Colbost Croft Museum in Colbost, wo ein traditionelles Black House besichtigt werden kann. Das Three Chimneys Restaurant im selben Ort wurde mehrfach ausgezeichnet und zieht seine Kundschaft sogar aus mehr als eine Tagesreise entfernten Großstädten des Britischen Festlands an. Weitere Museen, die sich eher speziellen Themen widmen, sind das Giant Angus MacAskill Museum in Dunvegan sowie das Spielzeugmuseum in Glendale.
Einige Kilometer westlich von Dunvegan liegt die Halbinsel Neist mit Neist Point als dem westlichsten Punkt der Insel. Dort gibt es einen Leuchtturm, der in Betrieb ist. Die angrenzende Bucht wird überragt vom Waterstein Head (296 Meter) und teilweise senkrechten Klippen samt einem kleinen Wasserfall, der direkt ins Meer fällt. Manchmal kann man hier Wale, Delfine und Robben beobachten.

### Minginish
Zu Minginish im Südwesten von Skye gehören die Black Cuillin, die höchste Gebirgskette auf Skye, die alle Farbtöne von grau bis tiefschwarz zeigt. Höchster Berg ist der 993 Meter hohe Sgùrr Alasdair. Vom Fischerdorf Elgol aus kann man die Gebirgskette gut sehen. Von dort aus sind Bootstouren in die Nähe der Cuillin Hills möglich. Innerhalb der Black Cuillin befindet sich Loch Coruisk, der als einer der abgelegensten Seen Großbritanniens gilt. Am Ortsende von Carbost befindet sich die Talisker-Destillerie, die lange Zeit die einzige Single-Malt-Whisky-Brennerei auf Skye war (bis zur Gründung von Torabhaig). Der Talisker-Whisky ist durch sein intensives Aroma mit Torfnote bekannt. Talisker ist auch ein wesentlicher Bestandteil der bekannten Whisky-Marke Johnnie Walker.

### Waternish
Waternish, auch Vaternish, ist eine kleinere Halbinsel im Nordwesten von Skye. Bekanntester Ort von Waternish ist Trumpan.

### Trotternish
The Old Man of Storr, eine rund 50 Meter hohe Felsnadel, liegt hier, ebenso der Quiraing. Er liegt auf der Ostseite des nördlichsten Gipfels von Trotternish. Die Landschaft entstand durch einen Erdrutsch; das Gelände ist weiterhin instabil. Im Skye Museum of Island Life in Kilmuir am Nordende der Halbinsel wird gezeigt, wie die Menschen auf Skye lebten. Dazu gehören Exponate über Häuser – die Black Houses – Arbeit, Religion, Armut und Auswanderung sowie Rekonstruktionen und Originale von Hütten und Geräten. Auf dem Friedhof von Kilmuir liegt das Grab von Flora MacDonald. Uig ist Ausgangspunkt der Fährlinie von Caledonian MacBrayne zu den Äußeren Hebriden. An der Ostküste befindet sich der Loch Mealt, der sich in einem Wasserfall über die Steilküste in die Schottische See ergießt.

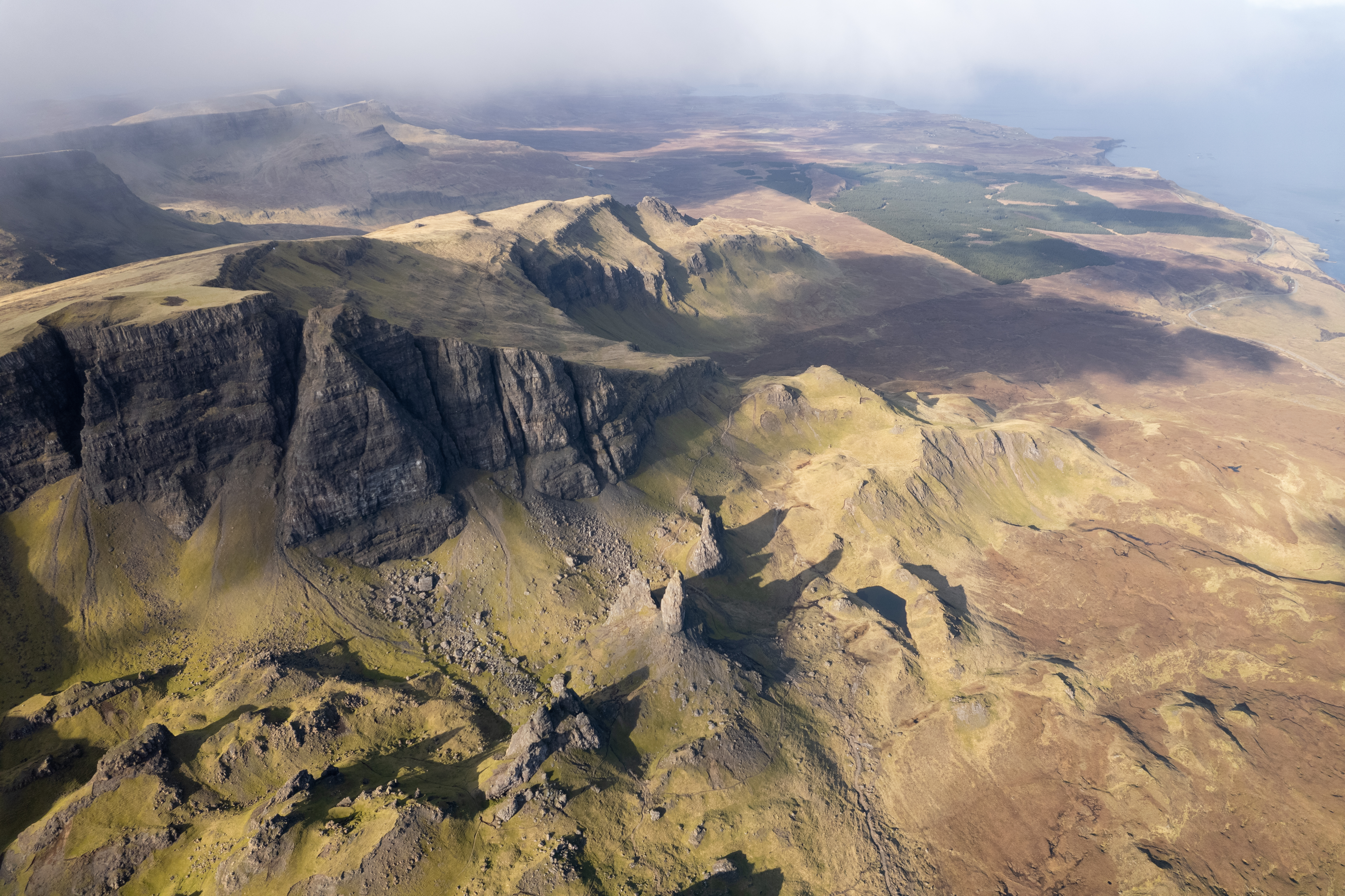
The Storr (höchster Punkt der Abbruchkante) und The Old Man of Storr (Felsnadel, mittig im Bild)
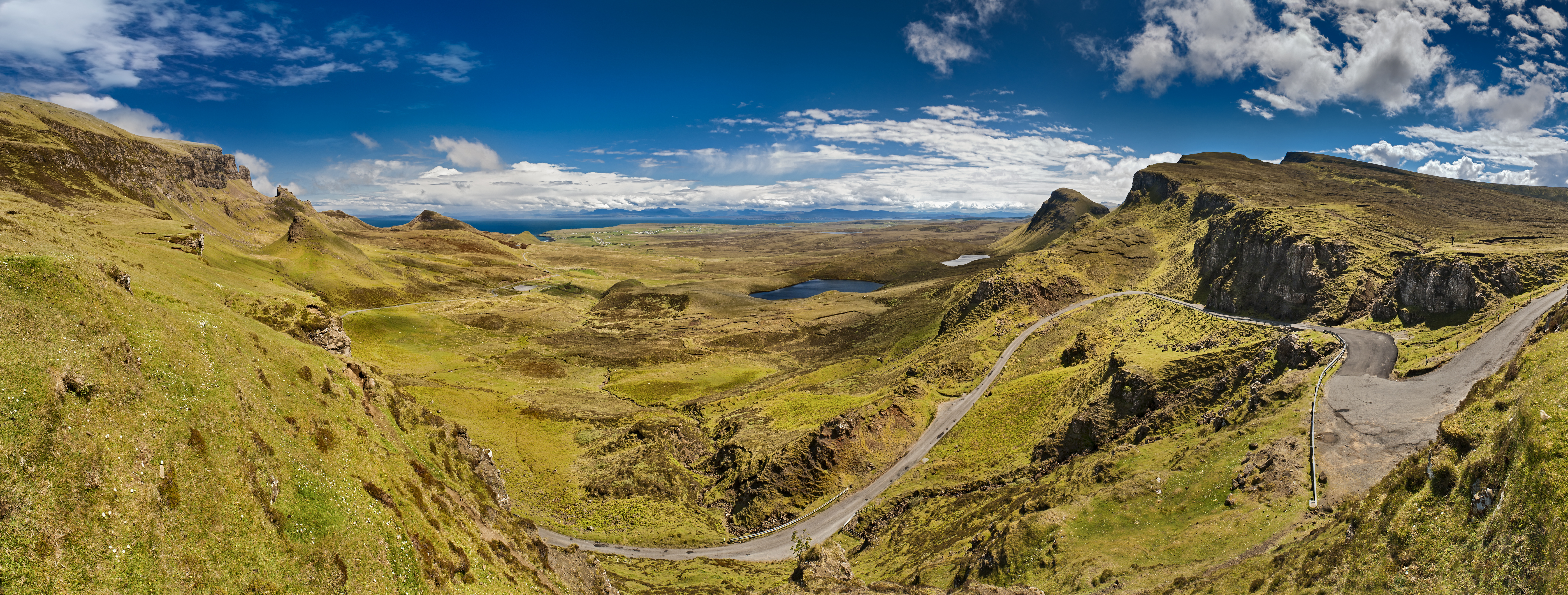
Blick vom Quiraing auf die Staffin Bay
Panorama mit Loch Ainort im Südosten der Insel

## Geschichte
Skye ist seit langer Zeit besiedelt. Der Missionar Kolumban besuchte im 6. Jahrhundert von Iona kommend die Insel zwei Mal. Das Loch Chaluim Chille (deutsch: Bucht des Columban) im Norden der Insel, an dem sich Spuren eines Klosters fanden, soll sein Landeplatz gewesen sein.
Kurz nach 800 drangen Wikinger und norwegische Siedler auf Skye ein. Es kam zu Plünderungen und Verwüstungen. Die Verteilung von Wikingerfunden und Ortsnamen auf Skye deutet an, dass die Siedler den südlichen Teil der Insel besetzten und den Norden den Pikten überließen. Im Laufe der Zeit kam es zu einer Vermischung der Gruppen.
In den 1090er Jahren war der Clan MacLeod, der norwegischen Ursprungs war, Machthaber auf Skye. Der norwegische König Magnus III. führte einen Feldzug gegen den Clan, um seinen Einfluss zu sichern. Erneut kam es dabei zu Verwüstungen. 1156 schlug der halb-gälische, halb-norwegische Somerled von Argyll die Norweger und begründete so die Herrschaft des MacDonald-Clans über Skye und weitere Hebrideninseln. Man nannte sie Lords of The Isles. Der norwegische König Håkon IV. versuchte, Skye und weitere Gebiete zurückzuerobern, scheiterte aber und starb auf dem Rückweg auf den Orkneys. 1266 wurden alle norwegischen Besitztümer auf den Hebriden an Alexander III. übertragen. Die Lords of the Isles missachteten dies aber bis 1493, als sie der schottische König Jakob IV. entmachtete.
Bereits 1549 verfasste Donald Monro einen Bericht über die Hebriden, A Description of the Western Isles of Scotland called Hybrides. Skye wurde in diesem Bericht detailliert beschrieben.
Im 18. Jahrhundert gab es mehrere Versuche, die Herrschaft der Stuart-Linie wiederherzustellen, unter anderem 1715 und 1745. Die Teilnehmer dieser Aufstände wurden Jakobiten genannt. Der letztere Versuch endete in der Schlacht bei Culloden, die der Thronanwärter Charles Edward Stuart, genannt Bonnie Prince Charlie, verlor. Auf der Flucht vor den Truppen des Herzogs von Cumberland gelangte er mit Hilfe der Insulanerin Flora MacDonald im Ruderboot von North Uist nach Skye, von wo er nach Frankreich fliehen konnte. Noch heute ist das Volkslied Skye Boat Song, das darauf fußt, im englischen Sprachraum populär.
Bis 1830 war die Ernte von Seetang eine Haupteinnahmequelle der Insel. Aus dem durch die Verbrennung des Tangs gewonnenen Kelp wurden Seife, Bleichmittel und Stoffe zur Glasherstellung erzeugt. Nachdem andere Rohstoffe den Kelp abgelöst hatten, begann eine Zeit des wirtschaftlichen Niedergangs. In dieser Zeit gewann die Schafzucht an Bedeutung.
Von 1840 bis 1883 verließen rund 30.000 Einwohner die Insel. 6940 Bauernhöfe wurden in dieser Zeit aufgelöst. 1849 waren etwa 5000 Insulaner auf Nahrungshilfe angewiesen. 1854 war Suishnish auf Skye Schauplatz von Highland Clearances. Dabei wurden zahlreiche Crofter, also Pächter, von ihren Ländereien vertrieben und nach Kanada oder in andere Überseegebiete zwangsumgesiedelt. Dieser große Aderlass schwächte die gälische Kultur auf Skye. Grund für die Vertreibungen war der Wunsch der Lairds (etwa: feudale Großgrundbesitzer), die Schafzucht zu intensivieren.
1882 fand die Battle of the Braes (deutsch: Schlacht von Braes) statt. Landwirte aus dem Braes-Distrikt bei Portree griffen 50 Polizisten an, die zur Aufrechterhaltung der Ordnung aus Glasgow abgeordnet worden waren. Auslöser war ein Streit um Weiderechte. Dieses Scharmützel gilt als bisher letztes Gefecht auf britischem Boden. 1886 mündeten die Proteste der Crofter im Crofters’ Holdings Act (deutsch etwa: Crofter-Pachtstellen-Gesetz). Damals wurde diesen Landwirten in Schottland mehr Rechte zugesprochen. Das Crofter-System gibt es bis heute auf Skye.
1897 wurde die Eisenbahnstrecke auf dem schottischen Festland bis zum Fährhafen Kyle of Lochalsh fertiggestellt. Dies führte zu einem Wirtschaftsaufschwung auf Skye. Ebenfalls nachhaltige Auswirkungen auf die Wirtschaft und den Tourismus hatte der Bau der 1995 eröffneten Skye Bridge. Seitdem besitzt Skye eine dauerhafte Verbindung zum Festland und der Verkehr ist nicht mehr auf Fähren angewiesen.

„Bratach an Eilein“, die Flagge der Insel Skye

Nachdem Skye in der Vergangenheit verschiedene inoffizielle Flaggen hatte, ist „Bratach an Eilein“ („die Flagge von Skye“) seit der Genehmigung durch den Lord Lyon King of Arms im August 2020 die offizielle Flagge der Insel. Dieser Entscheidung war ein Wettbewerb vorausgegangen, bei dem 369 Vorschläge eingereicht wurden. Über 7000 Stimmen wurden abgegeben, am Ende setzte sich der Vorschlag des neunjährigen Calum Alasdair Munro aus Kilmuir im Norden der Insel durch. Munro sammelt Flaggen und hat in seinen Vorschlag die Geschichte der Kelten, der Wikinger und von Flora MacDonald einfließen lassen, die eng mit der Insel Skye verknüpft ist. Das Birlinn im oberen Liek ist ein mittelalterliches Schiff aus der Gegend um die Hebriden und den Westen Schottlands. Die fünf Ruder des Birlinn symbolisieren die fünf Regionen von Skye: Trotternish, Waternish, Duirinish, Minginish und Sleat. Die Farben verweisen auf die Clans der Insel, das Gelb auf die MacLeods und das Blau auf die MacDonalds und die MacKinnons.

## Prähistorische Objekte

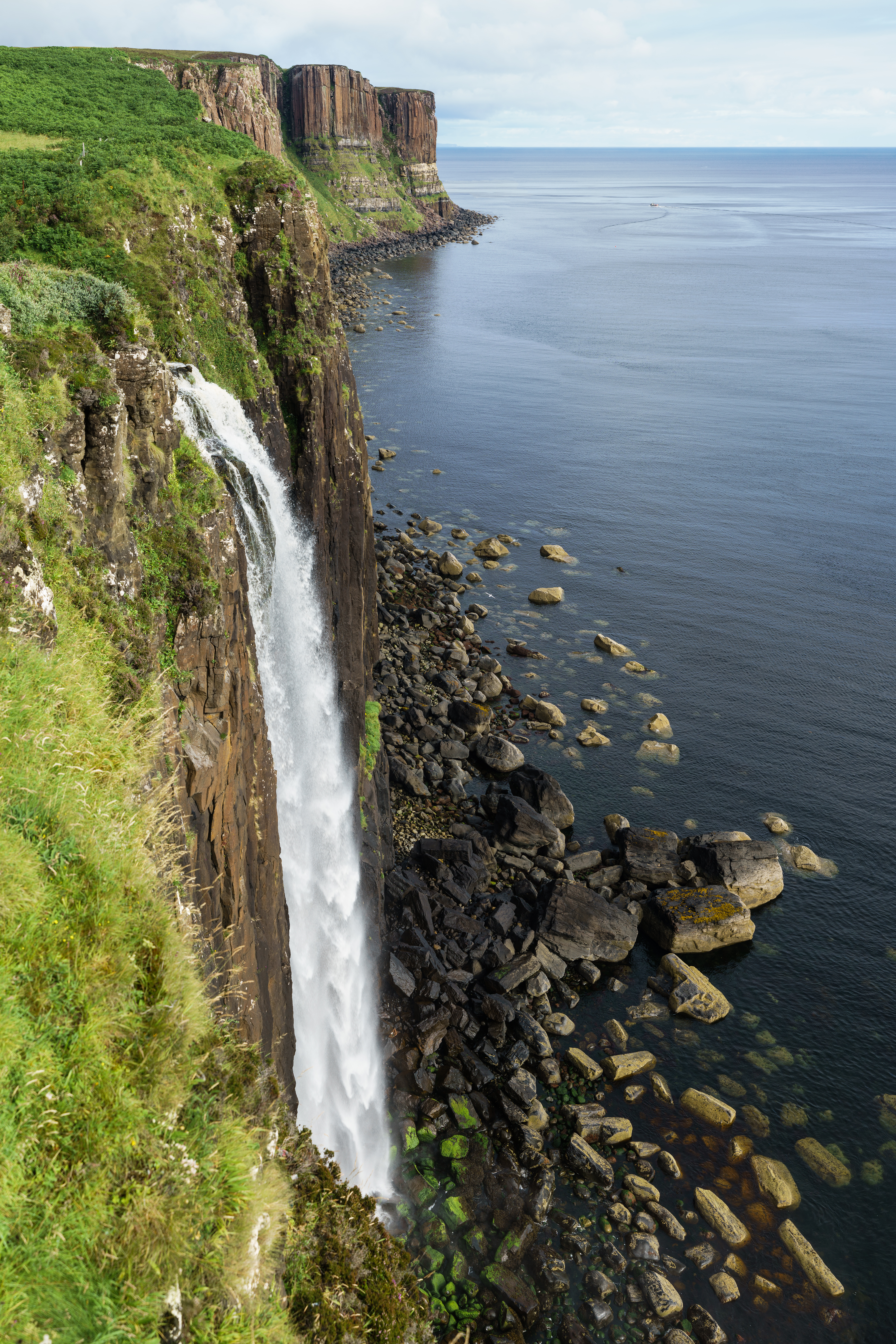
Mealt-Wasserfall und Kilt Rock

Auf Skye gibt es mehrere gut bewahrte Brochs (unten als Duns aufgeführt) und die Überreste von zwölf Cairns. Ein Hillfort sowie Menhire, piktische Symbolsteine, Souterrains wie Kilvaxter, Steinkreise und Steinreihen gehören ebenfalls zu den Hinterlassenschaften aus der Vorzeit. Solche fanden sich auch in Höhlen wie der High Pasture Cave (schottisch-gälisch: Uamh an Ard Achadh) bei Kilbride, die Parallelen mit Minehowe auf Orkney aufweist. 
- Clach Ard, piktischer Symbolstein bei Portree
- Dun Ardtreck, Semi-Broch bei Carbost
- Dun Beag, Broch bei Bracadale
- Dun Fiadhairt, Broch bei Dunvegan
- Dun Hallin, Broch auf Waternish
- Dun Ringill, Semi-Broch bei Kirkbost
- Rubh’ an Dunain, Cairn am Loch Brittle

Im Jahre 2003 wurden die Ausgrabungen in der High Pasture Cave begonnen. Über 300 Objekte wurden bisher geborgen. Darunter befanden sich neben Flint auch die typisch neolithischen Artefaktfragmente wie bearbeitete Geweihsprossen (antler pins) und Knochengeräte (bone pins). Die meisten Funde stammen jedoch aus der Eisenzeit und bestanden aus Kupfer und Kupferlegierungen sowie Eisenfragmenten. Im Jahre 2009 wurde ein Gräberfeld in der Nähe von Armadale Pier ausgegraben.
2018 wurde die Entdeckung von fünfzig Dinosaurier-Fußabdrücken, die 170 Millionen Jahre alt sind und von Sauropoden und Theropoden stammen, bekanntgegeben. U.a. wurde auch das Fossil des Flugsauriers Pterosaurier gefunden.

## Wirtschaft und Verkehr

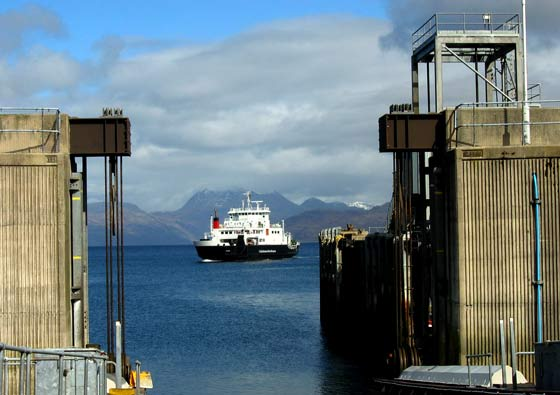
Die Fähre Mallaig–Armadale nähert sich der Armadale Pier

### Wirtschaft
Die Haupteinnahmequellen auf Skye sind der Tourismus, die Landwirtschaft, die Fischerei und die Produktion von Whisky (Talisker und Torabhaig).

### Verkehr

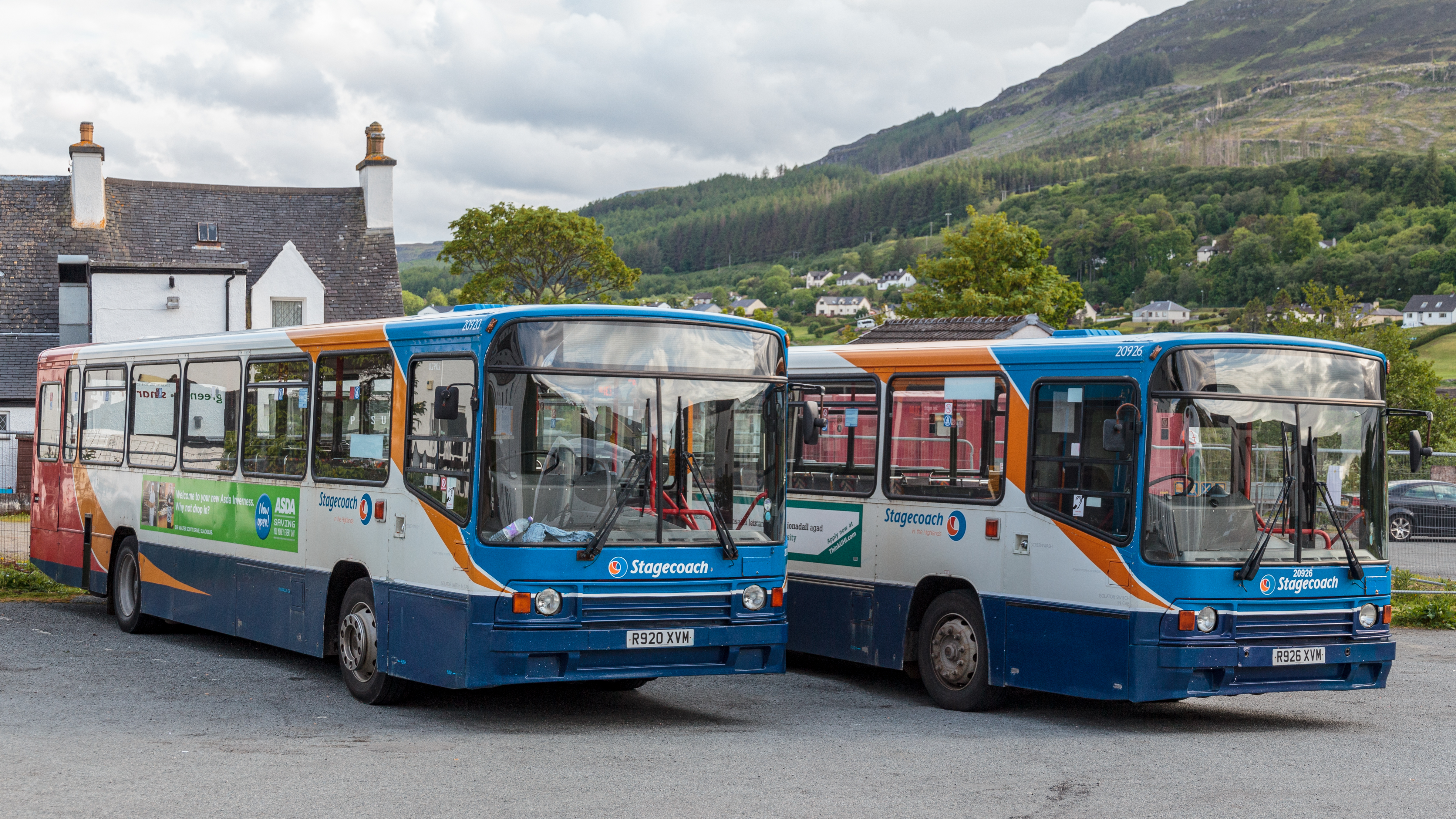
Stagecoach Busse in Portree

Eine Straßenverbindung zum Festland besteht auf der A87 über die Skye Bridge von Kyleakin nach Kyle of Lochalsh. Weitere Verbindungen zum Festland bestehen mit Fähren von Armadale nach Mallaig und von Kylerhea nach Glenelg (2007 nicht bedient, Betrieb 2008 mit der „Glenachulish“ wieder aufgenommen). Weiterer Fährbetrieb findet von Uig nach Tarbert auf Harris und nach Lochmaddy auf North Uist sowie von Sconser nach Inverarish auf Raasay statt. Auf Skye gibt es keine Bahnstrecken, die Insel kann aber über die Westküsten-Endstationen Kyle of Lochalsh und Mallaig mit Verbindungen nach Inverness bzw. Fort William/Glasgow mit der Eisenbahn erreicht werden. Skye verfügt über keinen Flugplatz, obwohl es hierfür immer wieder Planungen gegeben hat und bei Broadford eine kleine Landepiste existiert, die jedoch seit 1989 über keine Betriebslizenz mehr verfügt.
Auf Skye gibt es einen öffentlichen Busverkehr zwischen den Hauptorten der verschiedenen Halbinseln und Portree. Ehemals wurden diese Strecken von den sogenannten Postbussen betrieben. Nunmehr werden die Verbindungen öffentlich ausgeschrieben; Inhaber der Betriebslizenz für die Linien auf Skye ist 2010 das Unternehmen Stagecoach. Die Abfahrtzeiten sind zumeist mit den Anschlussverbindungen der Fähr- bzw. Bahnabfahrten und/oder den Schulzeiten abgestimmt. Taxifahrdienste, Tourenanbieter sowie Autovermietungen ergänzen das örtliche Mobilitätsangebot. Mit Fernbussen bestehen direkte Verbindungen nach Glasgow.

## Persönlichkeiten
- Flora MacDonald (1722–1790), verhalf dem schottischen Thronprätendenten Charles Edward Stuart zur Flucht
- Mary MacPherson (1821–1898), schottisch-gälisch Màiri Mhòr nan Oran genannt, dt. „Die große Mary der Lieder“; schottisch-gälische Patriotin, Dichterin und Liedermacherin
- Tom Leppard (1935–2016), für seine Tätowierungen bekannter Engländer, der als Leopard Man of Skye und Eremit an der Küste lebte
- Donnie Munro (* 1953), Folksänger, wurde in Uig auf Skye geboren
- Mylo (* 1978), House-DJ, wurde auf Skye geboren
- Danny MacAskill (* 1985), Bike-Trial-Profi, wurde auf Skye geboren

## Trivia
Die schottische Band Runrig veröffentlichte 1985 auf ihrem Album Heartland den Song „Skye“. Donnie Munro, der damalige Sänger der Gruppe, ist auf Skye aufgewachsen.